# Strátos Apostolákis
Efstrátios Apostolákis (en grec : Ευστράτιος Αποστολάκης), souvent appelé Strátos Apostolákis (Στράτος Αποστολάκης), né le 17 mai 1964 à Agrinion, surnommé le Turbo, est un footballeur grec jouant au poste d'arrière droit.
Il est le deuxième joueur grec le plus capé de l'histoire (derrière Theódoros Zagorákis) avec 96 sélections (5 buts).
Strátos Apostolákis a notamment disputé la coupe du monde 1994.